# Amy Macdonald

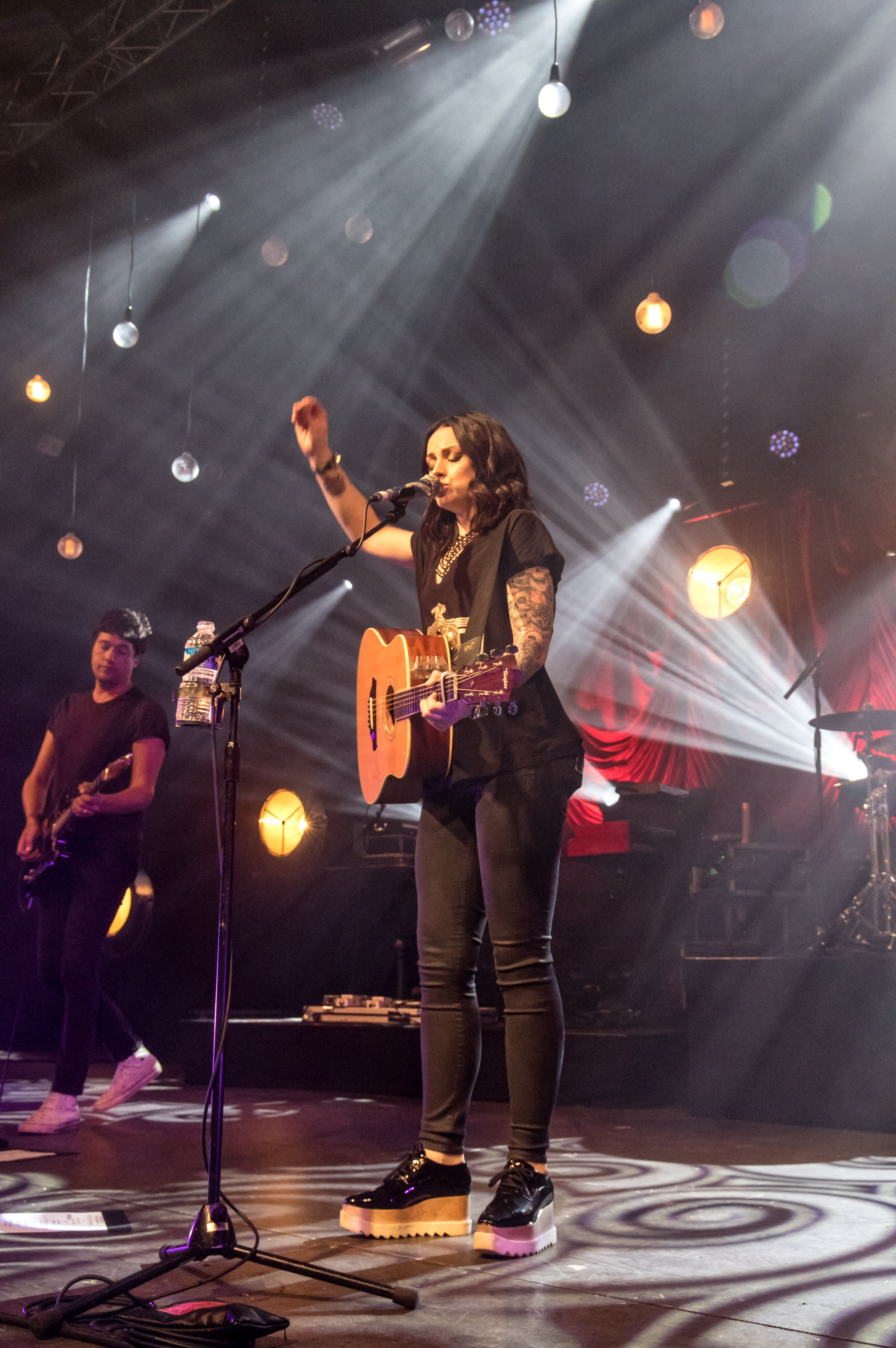
Amy Macdonald, Zelt-Musik-Festival 2017 i Freiburg im Breisgau, Tyskland.

Amy Macdonald, född 25 augusti 1987 i Bishopbriggs nära Glasgow, är en skotsk singer-songwriter.
Amy Macdonald har nämnt många influenser av artister; som några av sina musikinfluenser har hon nämnt bland andra Travis, The Killers, Pete Doherty och Bruce Springsteen. Macdonalds röstläge är alt.

## Biografi
Amy Macdonald nådde stor framgång med debutalbumet This Is the Life, och framförallt låten This Is the Life. Singeln låg etta i sex länder och låg topp-tio i elva andra.
Macdonalds debutalbum This Is the Life gavs ut den 30 juli 2007 och sålde över 600 000 exemplar i Storbritannien, albumet har hittills sålts i över 1 000 000 exemplar i Storbritannien. och har sålts i cirka 4 000 000 exemplar världen över. Hennes första singel Poison Prince släpptes den 7 maj 2007. Albumet This Is the Life låg på första plats på albumlistan i Storbritannien i en vecka.
This Is the Life släpptes i USA 2008, där den inte gjorde ett lika stort avtryck som i Europa. Albumets topplacering var 92 på Billboards topp 200-lista vilket genererade drygt 50 000 sålda album i USA.
Hennes andra album A Curious Thing gavs ut den 8 mars 2010 i Storbritannien och Frankrike, något senare i andra europeiska länder. Albumet släpptes officiellt endast i Europeiska länder. A Curious Thing förvandlade Amy Macdonald till något av en superstjärna i Tyskland, Österrike och Schweiz, där albumet blev oerhört populärt. A Curious Thing har i dags dato sålts i cirka 1 500 000 exemplar världen över.
Det tredje albumet, betitlat Life in a Beautiful Light, släpptes den 8 juni 2012 i flera europeiska länder och den 11 juni i resterande europeiska länder. Första singeln från det tredje albumet var "Slow It Down".

## Diskografi

### Studioalbum
| År   | Titel                     | Skivbolag       |
| 2007 | This Is the Life          | Vertigo Records |
| 2010 | A Curious Thing           | Mercury Records |
| 2012 | Life in a Beautiful Light | Mercury Records |

### EP
| År   | Titel                             | Skivbolag       |
| 2008 | Essential Festival: Amy MacDonald | Universal Music |

### Singlar
| År   | Titel                        | Skivbolag       |
| 2007 | Poison Prince                | Vertigo Records |
| 2007 | Mr. Rock and Roll            | Vertigo Records |
| 2007 | L.A.                         | Vertigo Records |
| 2007 | This Is the Life             | Vertigo Records |
| 2008 | Run                          | Vertigo Records |
| 2008 | Poison Prince (nyutgåva)     | Vertigo Records |
| 2010 | Don't Tell Me That It's Over | Mercury Records |
| 2010 | Spark                        | Mercury Records |

## Kompmusiker

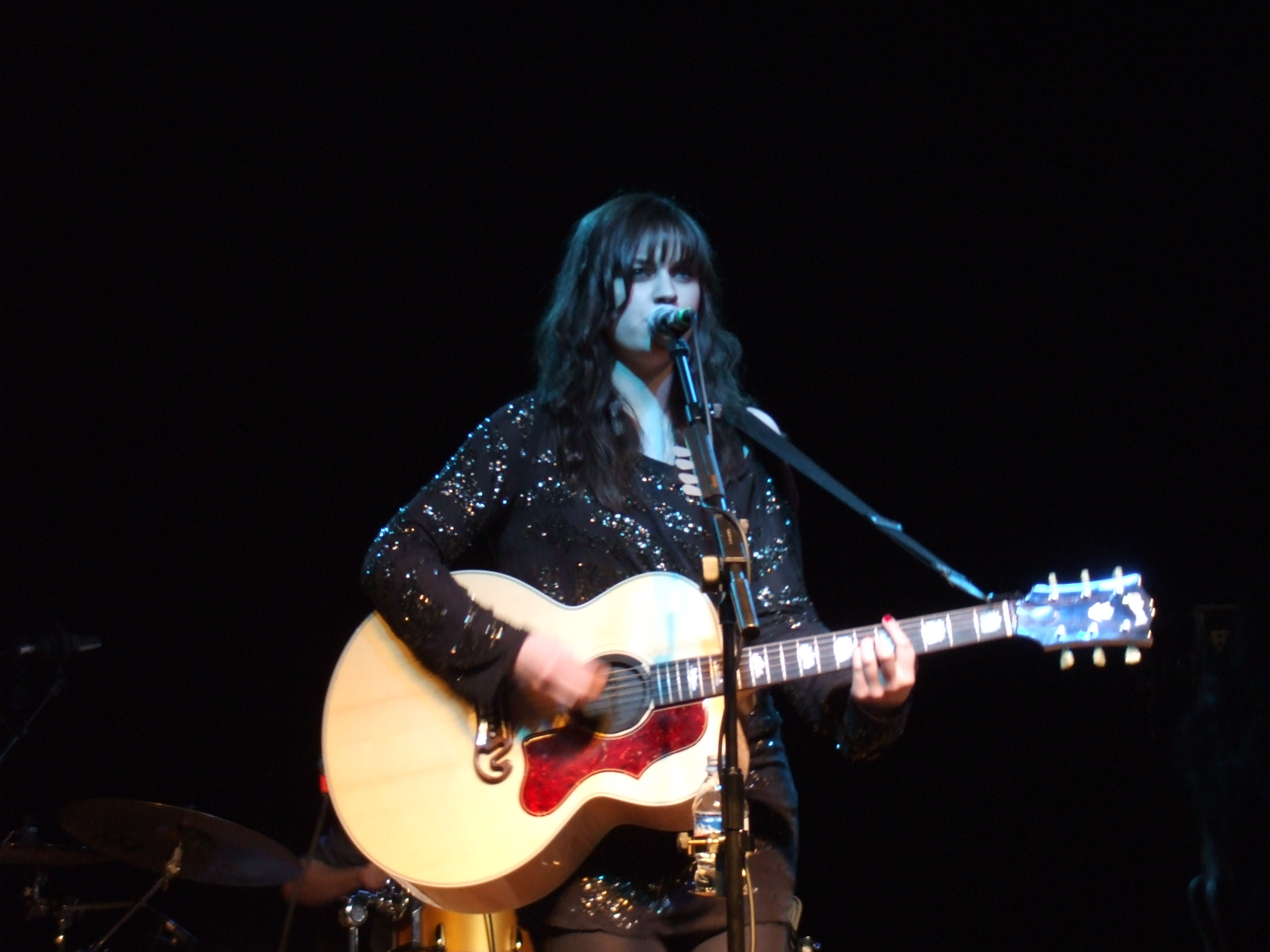
Amy MacDonald live i Wolverhampton, England i februari 2008.

- Amy Macdonald – sång, akustisk gitarr
- Mark Kulk – elgitarr, gitarr, sång
- Ben Lyonsmyth – bas, sång
- Shannon – keyboard
- Samuel Embery– trummor

## Priser och nomineringar
- I december 2008 framröstades Amy Macdonald till "Årets skotska person" av Daily Record.
- Hon uppträdde på tyska Echo Awards 2009, vilket också andra stora artister som Depeche Mode och U2 gjorde, där hon nominerades till "Bästa internationella kvinna".
- Hon vann nomineringen "Bästa internationella nykomling" och uppträdde med sin hitlåt This Is The Life.
- Hon vann "Bästa nykomling" nominationen på Tartan Clef Awards.
- Macdonald fick priset som "Bästa nykomling" på Silver Clef Awards.
- Hon har vunnit "Bästa internationella nykomling" och "bästa internationella låt" på Swiss Music Awards.
- 2011 vann Amy Macdonald "Bästa internationella pop/rock album" - A Curious Thing.
- 2011 vann Macdonald även utmärkelsen "Bästa internationella album - A Curious Thing" vid Swiss Music Awards.
- Amy Macdonald med albumet A Curious Thing vann Tartan Clefs pris för bästa album 2010.